# Cornelis Bicker
Cornelis Bicker (Amsterdam, 25 oktober 1592 - aldaar, 15 september 1654), heer Van Swieten en eigenaar van het kasteel Swieten, was een Amsterdamse regent, bewindhebber van de West-Indische Compagnie, handelaar in suiker, hoogheemraad van Rijnland, gecommitteerde raad van de Staten van Holland en West-Friesland voor Amsterdam in Den Haag.
Hij was telg uit de Amsterdamse familie Bicker, dat samen met het met hem verzwagerde geslacht De Graeff, een halve eeuw het bestuur over de stad Amsterdam en over het gewest Holland in handen had. De beide families waren machtig en invloedrijk in de jaren 1640-1672 toen de Republiek der Verenigde Nederlanden op het hoogtepunt van haar macht was beland.

## Levensloop
Cornelis was de zoon van Gerrit Bicker en van Aleyd Andriesdr Boelens. Zijn broers waren Andries, Jacob en Jan Bicker. Hij trouwde in 1617 met Aertge Witsen (1599-1652) en vestigde zich op Singel 130, in een pand dat pas in 1767 door de familie werd verkocht. In 1618 is het echtpaar in groot formaat geschilderd door Cornelis van der Voort. In 1622 werd hij bewindhebber van de West-Indische Compagnie en ook bezette hij diverse commissariaten, onder andere van de Amsterdamse Wisselbank. In 1628 werd hij schepen. In 1632 kocht hij het Huis en de ridderhofstad Swieten bij Zoeterwoude van Hugo Cuyk van Mierop, waaraan hij zijn adellijke titel ontleende. In 1634 is hij als kapitein aangesteld bij de schutterij. Hij was burgemeester van Amsterdam in 1646, 1650 en 1654. In 1647 was hij gecommitteerde der Staten-Generaal in bezending naar Oost-Friesland.
Cornelis Bicker komt ook voor als kapitein op een schuttersstuk van Joachim von Sandrart uit 1638, dat zich in het Rijksmuseum te Amsterdam bevindt. Het is gemaakt om de Kloveniersdoelen op te sieren voor de komst van Maria de' Medici. In 1654 liet hij zich schilderen door Govert Flinck (toegeschreven). Hij is bezongen door Vondel.
Cornelis Bicker had vijf kinderen: Margaretha (1619-1697), getrouwd met Gerard van Hellemond en Cornelis Geelvinck; Alida, getrouwd met Lambert Reynst; Elisabeth, getrouwd met haar neef Andries de Graeff; Maria, getrouwd met Gerbrand Ornia; en Dr. Gerard Bicker (I) van Swieten (1632-1716), getrouwd met Catharina van Sypesteyn.

### Na de Vrede van Munster

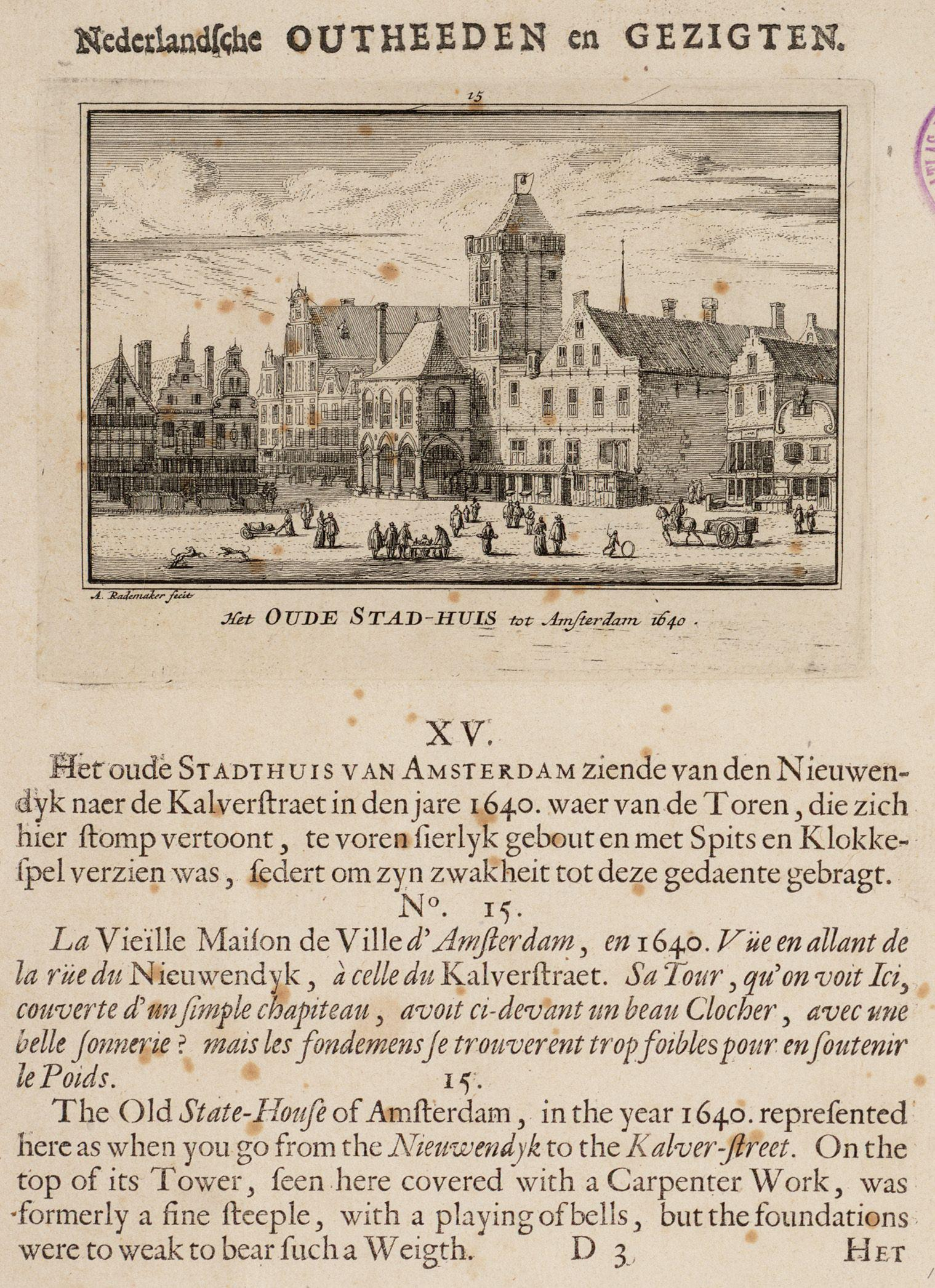
Het oude stadhuis door Abraham Rademaker

Cornelis Bicker steunde samen met zijn broer Andries, Jacob de Witt en Cornelis de Graeff het sluiten van het verdrag van de vrede van Münster en diende in mei 1650 een voorstel in om vanwege de vrede troepen af te danken. Op 30 juli 1650 bracht hij de schutterij in paraatheid met het oog op een aanval op Amsterdam door Willem II van Oranje. Toen de prins met zijn leger in aantocht was, werd dit ontdekt door de postbode van Hamburg op Amsterdam. Die waarschuwde de drost van Muiden, Gerard Bicker (de zoon van zijn broer Andries), die onverwijld naar Amsterdam vertrok. Oud-burgemeester Andries en de regerende burgervader Cornelis Bicker lieten de bruggen ophalen, de poorten sluiten en het geschut in stelling brengen. Jan Cornelisz. Geelvinck kreeg de ondankbare taak in overleg te treden met de stadhouder.
Na de mislukte aanval op Amsterdam in 1650 kreeg De Graeff van stadhouder Willem II te horen dat Andries en Cornelis Bicker uit de vroedschap moesten en hun functies moesten neerleggen. Zij werden echter reeds op 22 november van dat jaar, na de dood van de stadhouder, in hun ambt hersteld.
- Biografisch Portaal: 76853043
- Digitale Bibliotheek voor de Nederlandse Letteren: bick005
- Gemeinsame Normdatei: 141936495
- International Standard Name Identifier: 0000 0000 9453 8602
- Nederlandse Thesaurus van Auteursnamen: 122672666
- Virtual International Authority File: 139143209
- WorldCat: E39PBJbCVc3PkKkMB8WMjhTT73